# Кольцовська сільська рада
Кольцо́вська сільська́ ра́да — адміністративно-територіальна одиниця та орган місцевого самоврядування в Сакському районі Автономної Республіки Крим. Адміністративний центр — село Кольцове.

## Загальні відомості
- Населення ради: 1 647 осіб (станом на 2001 рік)

## Населені пункти
Сільській раді були підпорядковані населені пункти:
- с. Кольцове
- с. Вогневе
- с. Нива

## Склад ради
Рада складалася з 16 депутатів та голови.
- Голова ради: Андрєєв Микола Іваанович
- Секретар ради: Голованич Тетяна Володимирівна

### Керівний склад попередніх скликань
| Прізвище, ім'я, по батькові | Основні відомості                                                         | Дата обрання | Дата звільнення |
| --------------------------- | ------------------------------------------------------------------------- | ------------ | --------------- |
| Андрєєв Микола Іванович     | Сільський голова, 1949 року народження, безпартійний                      | 26.03.2006   | 31.10.2010      |
| Андрєєв Микола Іваанович    | Сільський голова, 1949 року народження, освіта вища, член Партії регіонів | 31.10.2010   |                 |

Примітка: таблиця складена за даними сайту Верховної Ради України

### Депутати
За результатами місцевих виборів 2010 року депутатами ради стали:

#### За суб'єктами висування
| Суб'єкт висування | Кількість обраних депутатів | %    |
| ----------------- | --------------------------- | ---- |
| Партія регіонів   | 10                          | 62,5 |
| Самовисування     | 6                           | 37,5 |

#### За округами
| № округу        | Прізвище, ім'я, по батькові    | Дата визнання обраним | Освіта             | Партійна приналежність | Відомості про обраного депутата                         |
| --------------- | ------------------------------ | --------------------- | ------------------ | ---------------------- | ------------------------------------------------------- |
| Партія регіонів |                                |                       |                    |                        |                                                         |
| 4               | Латіна Наталя Володимирівна    | 31.10.2010            | вища               | член Партії регіонів   | приватний підприємець                                   |
| 5               | Матюк Світлана Сергіївна       | 31.10.2010            | середня            | позапартійна           | пенсіонер                                               |
| 6               | Малишев Леонід Петрович        | 31.10.2010            | середня спеціальна | позапартійний          | Сакська водна компанія, слюсар                          |
| 7               | Бутенко Микола Миколайович     | 31.10.2010            | вища               | позапартійний          | Придніпровська залізниця, машинист пасажирського потягу |
| 8               | Тимошевський Микола Леонідович | 31.10.2010            | вища               | позапартійний          | Кольцовська сільська рада, землевпорядник               |
| 9               | Нікулина Валентина Олексіївна  | 31.10.2010            | середня            | член Партії регіонів   | домогосподарка                                          |
| 10              | Малишев Володимир Якович       | 31.10.2010            | середня            | позапартійний          | пенсіонер                                               |
| 11              | Голованич Тетяна Володимирівна | 31.10.2010            | вища               | позапартійна           | Кольцовська сільська рада, секретар виконкому           |
| 12              | Прохоренко Тетяна Анатоліївна  | 31.10.2010            | вища               | член Партії регіонів   | Кольцовська сільська рада, головний бухгалтер           |
| 16              | Вікаренко Віктор Вікторович    | 31.10.2010            | середня спеціальна | член Партії регіонів   | Євпаторійський міськмолзавод, водій-вантажник           |
| Самовисування   |                                |                       |                    |                        |                                                         |
| 1               | Лагуткин Едуард Вікторович     | 31.10.2010            | середня спеціальна | позапартійний          | , водій                                                 |
| 2               | Карнович Віктор Олександрович  | 31.10.2010            | середня            | позапартійний          | тимчасово не працює                                     |
| 3               | Пилипенко Григорій Миколайович | 31.10.2010            | середня            | позапартійний          | тимчасово не працює                                     |
| 13              | Жаркова Зінаїда Михайлівна     | 31.10.2010            | середня спеціальна | позапартійна           | пенсіонер                                               |
| 14              | Денисюк Микола Васильович      | 31.10.2010            | середня спеціальна | позапартійний          | водій                                                   |
| 15              | Умріхина Олена Миколаївна      | 31.10.2010            | середня спеціальна | позапартійна           | фельдшерсько-акушерський пункт с. Кольцеве, медсестра   |